# Med Swe-Danes på Berns
Med Swe-Danes på Berns är ett livealbum från 1961 med Swe-Danes  och Bengt Hallberg Trio. Albumet är inspelat under deras bejublade krogshow på Berns i Stockholm.

## Låtlista
1. Scandinavian Shuffle (Svend Asmussen) – 2:02
2. Lullaby of Broadway (Harry Warren/Roland Eiworth) – 2:24
3. He Is Holding My Hand (trad) – 2:12
4. O sole mio (Eduardo di Capua) – 5:43
5. Go Chase a Moonbeam (Lee Pockriss/Paul Vance) – 3:47
6. Den lille Ole med paraplyen (Ole Jacobsen/Peter Lemche) – 3:56
7. Swe-Dane Shuffle (Svend Asmussen) – 1:45
8. Potpurri: Gärdebylåten / Jänta å ja / Jag ser på ditt öga / Kivikspolka – 7:37
9. Two Sleepy People (Hoagy Carmichael/Frank Loesser) – 2:51
10. Swing it, magistern (Kai Gullmar/Hasse Ekman) – 1:45
11. June Night (Abel Baer/Cliff Friend) – 1:00
12. Ping pong (Ulrik Neumann) – 1:00
13. Jingle Jangle Jingle (Joseph J Lilley/Frank Loesser) – 2:55
14. En yndig lille fjer (Amdi Riis/Arvid Müller) – 2:27
15. Ett glatt humör (Sven Arefeldt/Jokern) – 1:14
16. När min tid är förbi (Kells Elvin/Svend Asmussen) – 4:44

## Medverkande
- Alice Babs – sång (1–4, 5–7, 8–16)
- Svend Asmussen – violin (1, 2 4–8, 9–16)
- Ulrik Neumann – gitarr (1, 2, 4–16)
- Bengt Hallberg – piano
- Lars Pettersson – bas
- Sture Kallin – trummor